# Mel Sheppard
Melvin Winfield "Mel" Sheppard, född 5 september 1883 i Almonesson Lake i New Jersey, död 4 januari 1942 i Queens i New York, var en amerikansk friidrottare.
Sheppard blev olympisk mästare på 800 och 1500 meter vid sommarspelen 1908 i London.